# Магакшатрап
Магакшатрап (букв. Great Satrap) – титул у ранньосередньовічному Гуджараті.  

## Історія
Деякі сатрапи часів занепаду Скіфського царства проголошували себе магакшатрапами, коли набували певної незалежності від імперської влади.
Найбільш відомим правителем, хто мав титул магакшатрапа, був Рудрадаман I, правитель саків.  В релігійному плані виявляв терпимість, проте особливо підтримував брахманів. При цьому Рудрадаман I багато зробив для розвитку та запровадження у літературі санскриту.